# 母乳

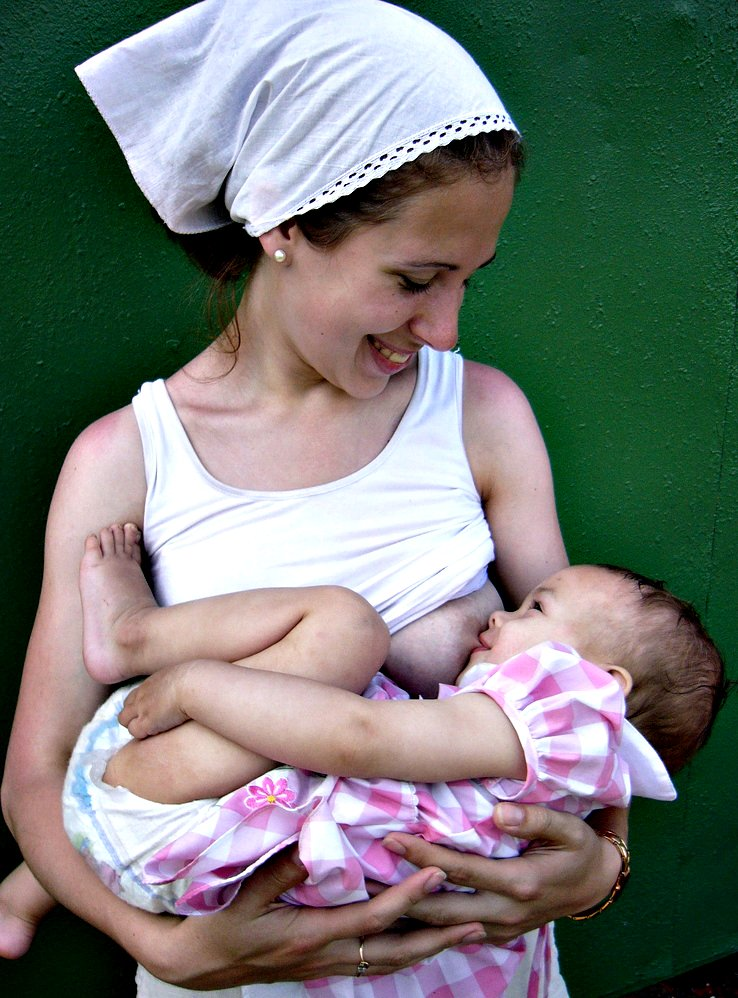
授乳する母親と赤ちゃん

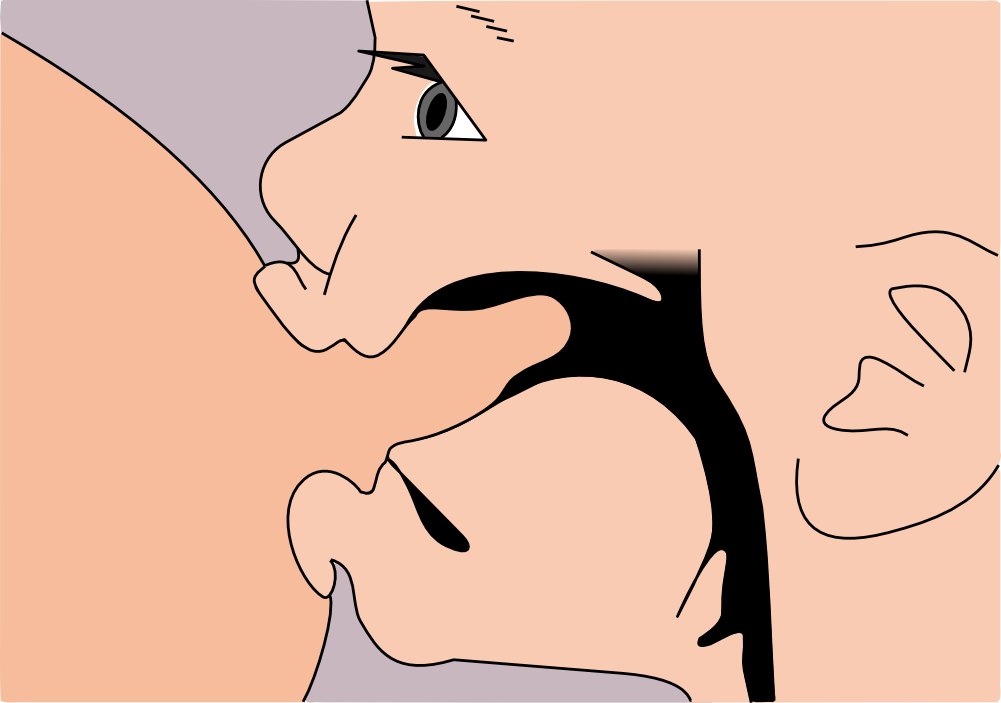
ラッチオン状態（吸える状態）の赤ん坊

母乳（ぼにゅう）は、母が子を育てるために乳房から分泌する白色で不透明な液体である。乳は乳幼児（乳飲み子、ちのみご）の主要な栄養源で、母乳で栄養を与えることを母乳栄養という。子は母親の乳房から直接に母乳を得るが、搾乳器などで吸引したのちに哺乳瓶などを用いて与えることも可能である。
世界保健機関 (WHO) は少なくとも生後6か月、最大で2歳まで母乳のみで育てることを推奨しており、母子の健康に恩恵がある。乳の分泌量が不足する場合は乳母や母乳バンクなどの助力もある。

## 母乳保育の推奨
世界保健機関は、固形物の摂食が可能な兆候が現れるまでの産後6か月間は母乳のみで育てること、母子が望めば少なくとも2歳までは母乳栄養を、それぞれ推奨している。母乳栄養は、乳児が伝い歩く時期でも母子の健康に有益とされ、乳幼児突然死症候群、知能向上、中耳炎、風邪、小児白血病、小児糖尿病、ぜんそくや湿疹、虫歯、後年の肥満、自閉症、養子縁組の精神疾患、HIVの垂直感染などに有用で、産後の母親にとっても子宮回復、母体重の回復、後年の乳癌などに有用である。母乳栄養は人生の初期段階で非常に重要で、生涯にわたり生物学的に有用ともされる。

## 母乳を与えてはいけない状態
母乳を与える人が、ヒト免疫不全ウイルス（HIV、エイズ）、成人T細胞白血病（ATL、HTLV-I）、サイトメガロウイルス（CMV）に感染している場合は、授乳による感染が起きる場合がある。
また、母乳を与える人が抗がん剤や一部の向精神薬を飲んでいる場合も母乳を与えてはいけないとされる。その他の薬については、国立成育医療研究センターの妊娠と薬情報センターや主治医と相談のこと。

## 生産
ホルモンのプロラクチンとオキシトシンにより、産後の乳児に飲ませる目的で母体は母乳を分泌する。初めて分泌された母乳は初乳と称し、
消化管を保護する免疫グロブリンAを多く含有し、新生児の免疫系が適切に機能するまで保護し、胎便の排出を促進して黄疸の原因となるビリルビンの形成も阻害する。
栄養状態が恵まれない発展途上国の母親も、先進国の母親とほぼ同質同量の母乳を分泌している。十分な量の母乳が分泌されない理由は、乳首の形状、吐出力の弱さ、エストロゲン含有ホルモン避妊薬など薬剤の影響、病気、脱水症状などのほか、プロラクチン欠乏と関連するシーハン症候群も原因となる。
母乳の分泌量は授乳の頻度に依存し、授乳や搾乳器による吸引がより頻繁であるほど、母乳の分泌量は増加する。授乳は時間帯を定めるよりも乳児の要求に応じて与えることが望ましい。
母乳の分泌量増加を図るため、数百年に渡りフェヌグリークの摂取が推奨 されており、ほかにドンペリドンやメトクロプラミドが処方されるがアメリカ小児科学会は「メトクロプラミドの副作用は知られていないが、考慮されるべき」としている。

## 組成
| 脂肪                                | 脂肪         |
| ----------------------------------- | ------------ |
| 合計 (g/100 ml)                     | 4.2          |
| 脂肪酸 - 炭素数8以下 (% )           | ほんのわずか |
| 多価不飽和脂肪酸 (%)                | 14           |
| タンパク質 (g/100 ml)               |              |
| 合計                                | 1.1          |
| カゼイン                            | 0.4          |
| α-ラクトアルブミン                  | 0.3          |
| ラクトフェリン (アポラクトフェリン) | 0.2          |
| 免疫グロブリンA                     | 0.1          |
| 免疫グロブリンG                     | 0.001        |
| リゾチーム                          | 0.05         |
| アルブミン                          | 0.05         |
| β-ラクトグロブリン                  | -            |
| 炭水化物 (g/100 ml)                 |              |
| ラクトース                          | 7            |
| オリゴ糖                            | 0.5          |
| ミネラル (g/100 ml)                 |              |
| カルシウム                          | 0.03         |
| リン                                | 0.014        |
| ナトリウム                          | 0.015        |
| カリウム                            | 0.055        |
| 塩素                                | 0.043        |

栄養成分が欠けた場合、母体に保存されている成分から補填される。母乳の正確な組成は、摂取した食品や環境によって日々変化する。出産後の最初の数日間は、初乳が生産される。これは薄く黄色い液体で、妊娠中に胸から漏れ出すことのある液体と同じ組成である。タンパク質と抗体が多く含まれ、免疫系が未だ発達していない赤ちゃんに受動免疫を与える。初乳は、赤ちゃんの消化器官の発達も助け、適切に働かせる。
初乳は、徐々に成熟した母乳に変わっていく。最初の3、4日間は、薄く水っぽく、味は非常に甘いが、その後母乳は、濃いクリーム状になってくる。母乳は、赤ちゃんの喉の渇きや空腹感をいやし、赤ちゃんが必要とするタンパク質、糖、ミネラル、抗体を供給する。
1980年代から1990年代にかけて、授乳の専門家は前乳と後乳の区別を行っていたが、この区別は、これらは2つの種類の乳ではないため混乱を引き起こした。その代わり、赤ちゃんが母乳栄養で育てられると、時間を経るごとに徐々に乳の脂肪の割合が多くなってくる。
母乳中の免疫グロブリンAの濃度は、10日目から少なくとも産後7.5か月目まで高いレベルが保たれる。
母乳は、0.8%から0.9%のタンパク質、4.5%の脂肪、7.1%の炭水化物、0.2%の灰分（ミネラル）を含む。炭水化物は主にラクトースであり、少量含まれる成分として、何種類かのラクトース由来のオリゴ糖が同定されている。脂肪は、パルミチン酸とオレイン酸のトリグリセリドを含み、また健康に良いと考えられている大量のトランス脂肪酸を含む。バクセン酸と共役リノール酸は、母乳の6%に達する。
最も多く含まれるタンパク質はカゼイン（ウシのβ-カゼインと相同）、α-ラクトアルブミン、ラクトフェリン、免疫グロブリンA、リゾチーム、アルブミンである。胃のような酸性環境では、α-ラクトアルブミンのフォールディングがほどけて形態が変化し、オレイン酸と結合して腫瘍細胞を殺すHAMLETと呼ばれる複合体を形成する。これは、母乳栄養の赤ちゃんを癌から守っていると考えられている。
タンパク質以外で窒素を含む化合物は、乳中の窒素の25%に達し、尿素、尿酸、クレアチン、クレアチニン、アミノ酸、核酸等がある。母乳の組成は概日リズムを持ち、核酸は夜間に多く、その他は昼間に多く生産される。
ビタミンKは乏しく、乳児のビタミンＫが欠乏するとビタミンK欠乏性出血症を発症する場合があり、ビタミンK2シロップによって対策される。
母乳は、カンナビノイドの一種である2-アラキドノイルグリセロールを供給していることが示されている。
かつて、母乳には殺菌作用があると信じられていたが、現在では、母乳には複合糖の長い鎖のユニークなオリゴ糖が含まれていることも知られている。これまで140種類が同定されており、実際には約200種類あると推定されている。これらの糖は、自然界の他の場所では見つかっておらず、血液型によって生産するものが異なる。しかし、幼児はオリゴ糖を分解することができず、腸内に住んで感染と戦っている善玉菌の栄養源となっている。また、母乳の中には食欲を刺激するカンナビノイドも含まれているが、これらは幼児が食べ過ぎないように食欲を制御する働きもある。これは、人工乳で育てられた赤ちゃんが母乳で育てられた赤ちゃんよりカロリーを多く摂取する理由である。
母乳中に乳児が消化できないオリゴ糖が存在する理由は、乳児の腸内にラクトバシラス属、ビフィドバクテリウム属、バクテロイデス属を中心とした腸内細菌を育成させ、これらの腸内細菌が生成する酪酸、酢酸、プロピオン酸、乳酸などの短鎖脂肪酸により腸内での他の有害な細菌の増殖を抑制する環境を形成することである。
糖尿病の母親の母乳は、糖尿病ではない母親の母乳と組成が異なることが示されている。グルコースとインスリンの割合が高く、多価不飽和脂肪酸の割合が低い。特に生後1週間の新生児期に糖尿病の母親の母乳を接種した乳児は、その後過体重になるリスクが高く言語の遅れが多くなることも報告されているが、まだ研究段階である。
現在ではほぼなくなっているが、1950年代に一部の国では、母乳で育てることは流行遅れで、人工乳で育てる方が優れているとする風潮があった。しかし、現在では母乳に匹敵する人工乳は売られていないことが広く知られている。適切な量の炭水化物、タンパク質、脂肪に加え、母乳はビタミン、ミネラル、消化酵素、ホルモンも供給する。さらに母乳には、母親由来の抗体やリンパ球も含まれ、赤ちゃんに感染に対する抵抗力を与える。母乳の免疫機能は個人に合ったものであり、母親との接触を通じて、適切な抗体や免疫細胞が得られる。母乳は人工乳と比べて、病原菌の生存にとって不可欠の栄養分でもある鉄の含量は少ない。しかし、母乳からの鉄の供給は、人工乳やサプリメントによる摂取と比べ、より赤ちゃんが利用しやすい。4か月から6か月になると、肝細胞からの鉄の供給が枯渇し、この時には、補助的な食事が必要となる。
母乳を通して、アルコール、ウイルス（HIVやHTLV-1等）、薬品等の望ましくない物質によって母乳が汚染され、幼児に移行することもあるため、授乳に当たっては、医師と相談することが望ましい。
母乳栄養を行わないほとんどの母親は人工乳を用いるが、国によっては、ボランティアが母乳を寄付する母乳バンクを用いることができる。
母乳は、他のほとんどの食物よりも多い割合のコレステロールを含む。またカロリーの50%以上は脂肪であり、そのほとんどは飽和脂肪酸である。コレステロールと飽和脂肪酸はともに赤ちゃんや子供の成長に必要であり、特に脳の成長に必要である。人工乳のほとんどは飽和脂肪酸の割合が低く、大豆由来のものはコレステロールが全く含まれていない。近年の研究では、低脂肪の食物と子供の成長阻害の関係が示されている。
エネルギー比

## 母乳の保存

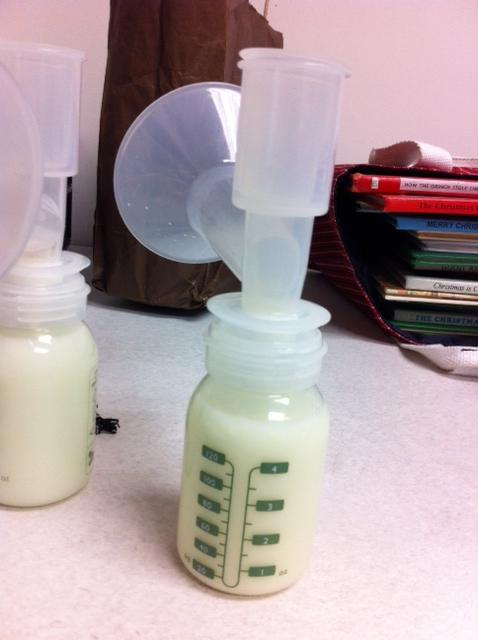
哺乳瓶に入れた母乳

絞り出した母乳は、後で使うために保存することができる。乳は、気密の固い容器で保存することが推奨されている。母乳の保存のために特別に作られたポリ袋では、母乳を72時間まで保存することができ、冷凍すれば6か月まで保存できるものもある。赤ちゃんが飲むのに安全な保存ができる時間は、以下の表に記載されている。
| 保存場所                 | 温度 | 保存期限   |
| ------------------------ | ---- | ---------- |
| 室温                     | 25℃  | 6 - 8時間  |
| 保冷剤を入れた保温バッグ |      | 24時間まで |
| 冷蔵庫                   | 4℃   | 5日間まで  |
| 冷蔵庫の冷凍室           | -15℃ | 2週間      |
| 別ドアの冷凍庫           | -18℃ | 3 - 6か月  |
| ディープフリーザー       | -20℃ | 6 - 12か月 |

## 人以外の哺乳類の乳との比較
全ての哺乳類は乳を生産するが、乳の組成はそれぞれの種ごとに大きく異なり、ヒト以外の動物の乳は母乳とはかなり異なる。一般的に、ヒトを含む子供の面倒をよく見る哺乳類の乳はより栄養素が少ない。母乳はウシの乳と比べて著しく薄く甘い。
ウシの生産する牛乳は、ヒトの赤ちゃんにとって必要な鉄、レチノール、ビタミンE、ビタミンC、ビタミンD、不飽和脂肪酸の割合が少なすぎる。一方、幼児の未熟な腎臓に負担をかけるタンパク質、ナトリウム、カリウム、リン、塩素の含量が多すぎる。さらに、牛乳に含まれるタンパク質、脂質、カルシウムは、母乳と比べて幼児が消化、吸収しにくい。エバミルクはタンパク質が変性しているため消化しやすいが、やはり栄養的には不適切である。1種類以上の牛乳の成分、特に牛乳中のタンパク質に対して牛乳アレルギーを持つ赤ちゃんもいる。

哺乳類の授乳
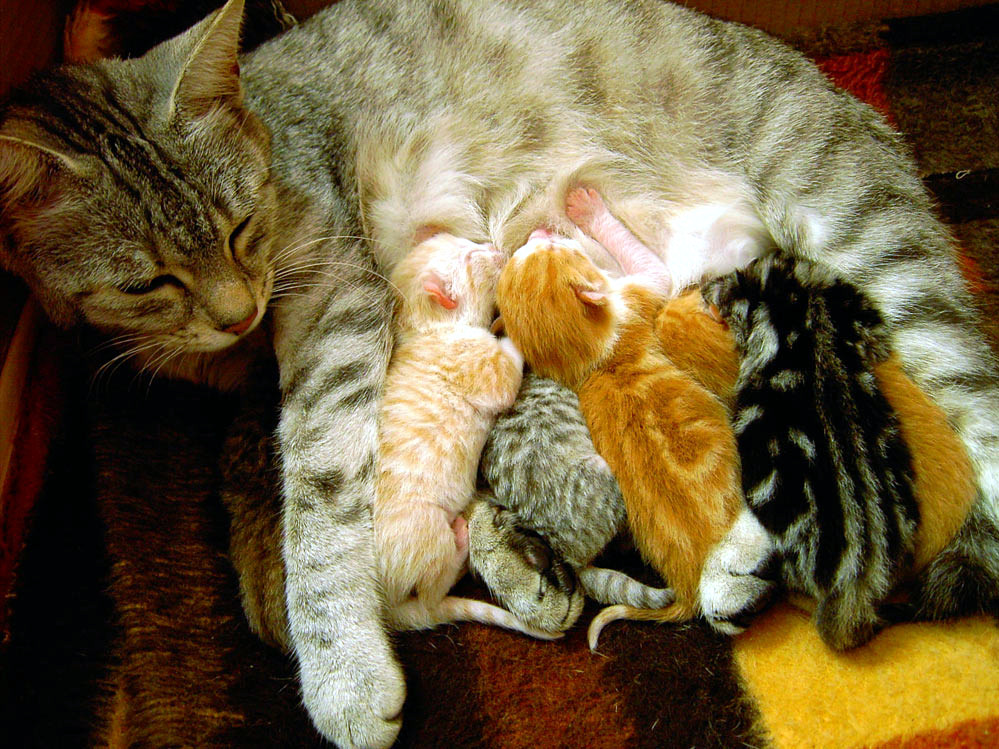
猫の授乳する様子
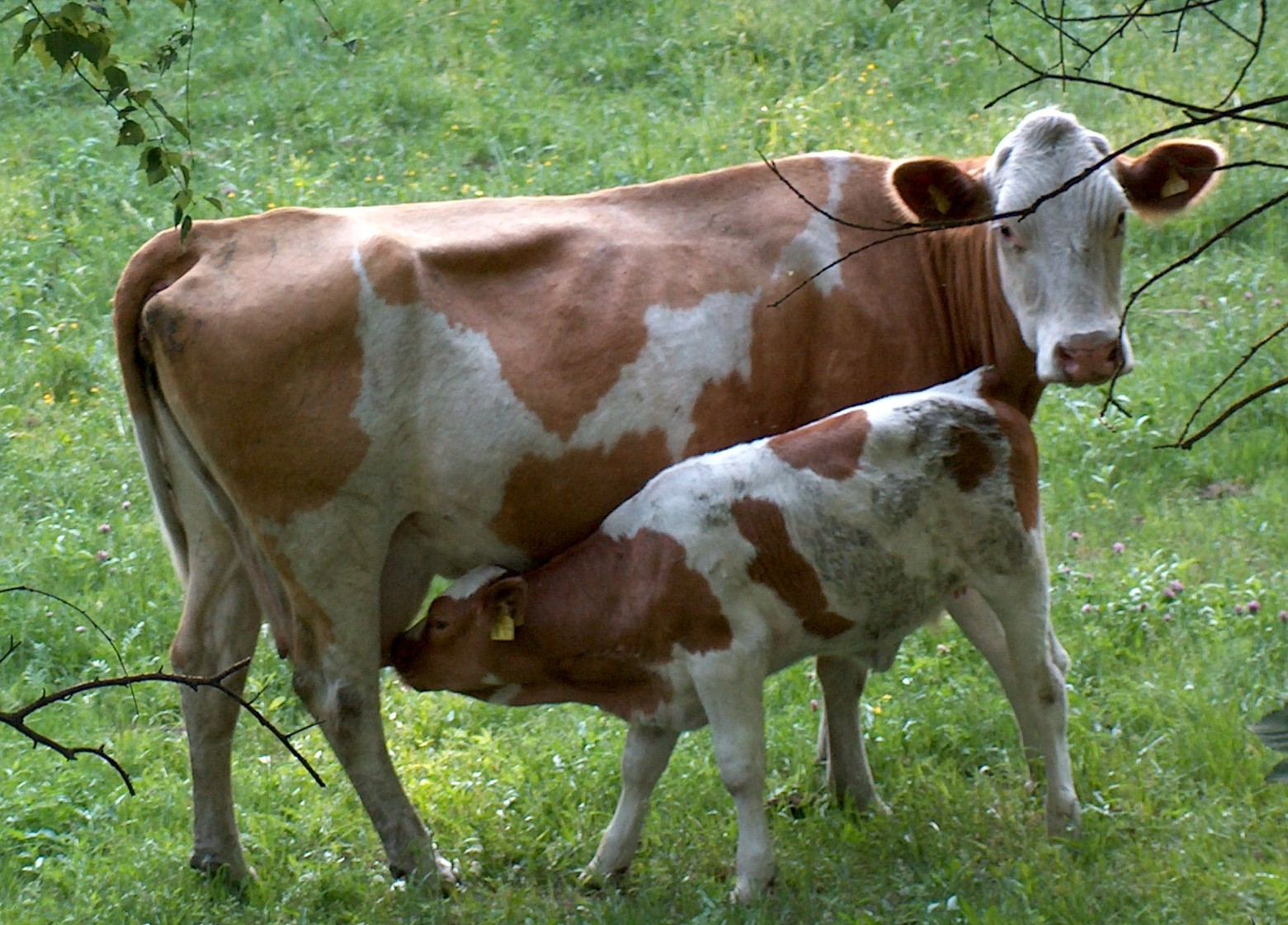
ウシの授乳
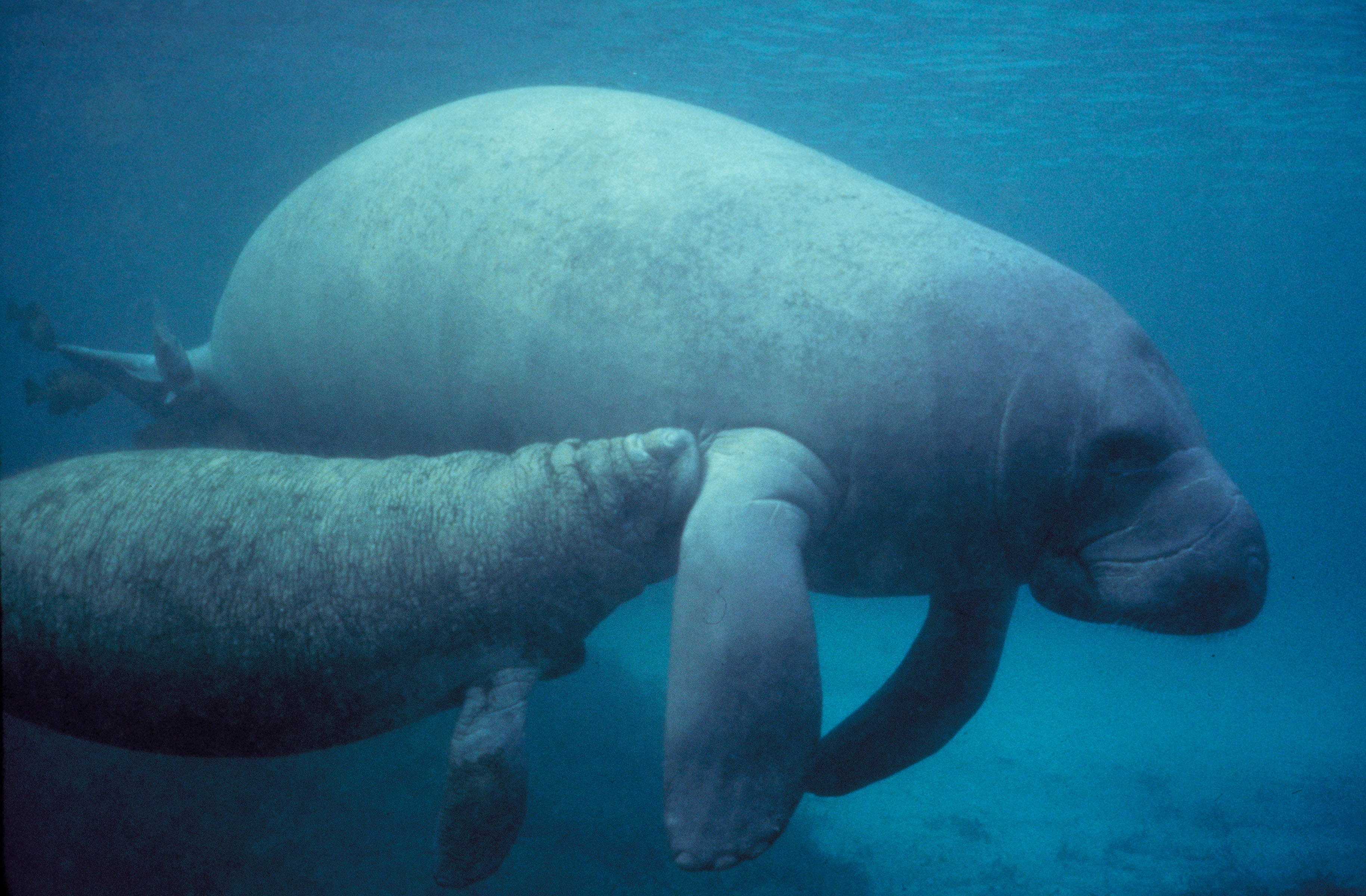
マナティーの授乳。

## 味
甘・苦・酸など母体の体調や年齢などに影響される。

## その他の利用
幼児に必要な栄養を与える他に、母乳には、特に医薬品としての利用等、様々な用途がある。母乳は、数千年前から医薬用に使われてきた。母乳は強い抗体や抗毒素を含み、治療や健康にとって有益であると信じられてきた。しかし、母乳には殺菌作用はなく、母親がHIVやCMV等の感染症にかかっていた場合、母乳を通じて感染する場合もある。
母乳は、結膜炎、虫刺され、感染創、接触皮膚炎、火傷、擦過傷など軽症に民間治療薬として用いられ、ウイルス性胃腸炎、インフルエンザ、風邪、肺炎などの罹患者が免疫を向上するためにも用いるが、万能薬ではない。母乳はがん細胞のアポトーシスを引き起こすとする専門家もいるが、癌治療における利用には、さらなる研究と証拠が必要である。
ニューヨークでレストランを経営するスイスの料理人Hans LochenやオーストリアのDaniel Angererらは、母乳を牛乳の代用として用いる乳製品やレシピを提案している。"Attachment parenting"が専門の家族カウンセラーTammy Frissell-Deppeは、A Breastfeeding Mother's Secret Recipesという著書を出版し、母乳を含む食品や飲み物のレシピをまとめている。動物の権利を主張する動物愛護団体の PETA は、乳製品の牛乳の代わりに母乳を使うことを求め、アイスクリーム会社に手紙を送った。世界中のほとんどの文化では、大人が母乳を摂取することは異常なことと考えられているため、母乳が工業的に生産されることや商業的に流通することはない。
母乳から石鹸を作る試みも行われ、利用者からは、洗浄作用が伝統的な石鹸に匹敵するかそれ以上だったという声が聞かれた。

## 母乳バンク
2013年7月に昭和大学病院に設置され、2015年7月現在は昭和大学江東豊洲病院に設置されている。

## トリビア
マックシェイクは「母乳を飲む速度」が人間が最も美味しいと感じると結論付け、シェイクの吸引速度が母乳を飲む速度になるようにストローの大きさなどを決めている。